# Syngnathus typhle
Syngnathus typhle là một loài cá thuộc họ Syngnathidae (cá ngựa và cá chìa vôi). Đây là loài bản địa Đông Đại Tây Dương từ Vardo ở Na Uy, Biển Baltic (phía bắc đến Vịnh Phần Lan) và quần đảo Anh tại Bắc đến Ma-rốc tại miền Nam. Chúng cũng có tại Địa Trung Hải, Biển Đen và biển Azov. Đây là loài phổ biến ở các vùng nước ven biển cạn, thường trên các rạn san hô có thảm cỏ biển. Loài này là đáng chú ý cho nó mõm "rộng", sâu như cơ thể của nó.